# Philipp Gutbrod

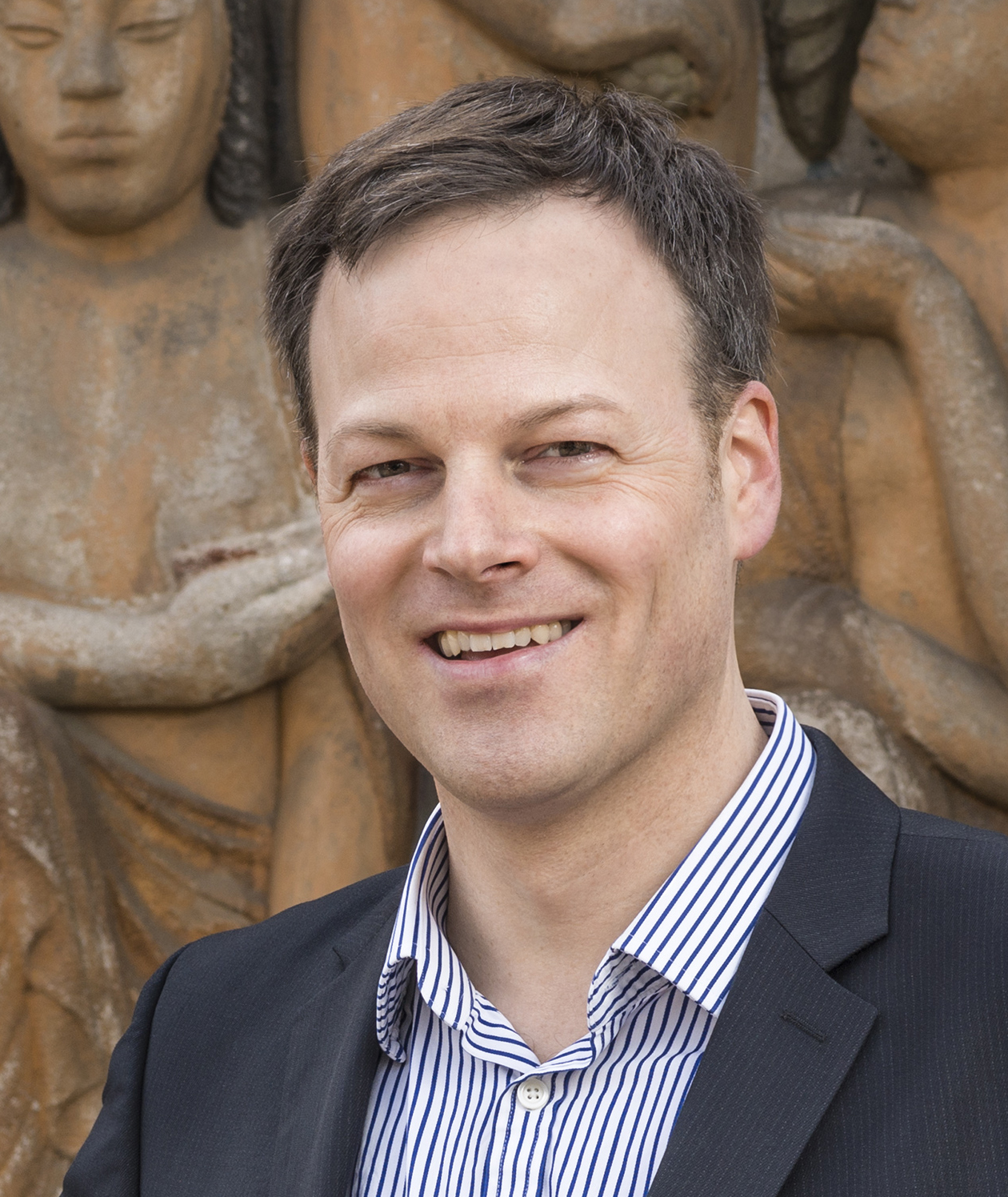
Philipp Gutbrod

Philipp Gutbrod (* 1971 in Rochester) ist ein deutschamerikanischer Kunsthistoriker und Direktor des Institut Mathildenhöhe Darmstadt. In dieser Funktion leitet er sowohl das Ausstellungsgebäude auf der Mathildenhöhe Darmstadt als auch das Museum Künstlerkolonie Darmstadt und die Städtische Kunstsammlung Darmstadt.

## Leben
Philipp Gutbrod wuchs in Berkeley, Kalifornien und Heidelberg auf und absolvierte an den Universitäten Heidelberg und München ein Studium der Kunstgeschichte, des Öffentlichen Rechts und der Klassischen Archäologie. Ausgestattet mit einem Promotionsstipendium der Studienstiftung des deutschen Volkes, promovierte er 2004 mit einer Arbeit zu „Wols (1913–1951) – Die Arbeiten auf Papier (Kommentiertes, kritisches Werkverzeichnis)“. Parallel hierzu engagierte er sich in Lehre und Forschung im Rahmen einer Forschungsstelle am Deutschen Forum für Kunstgeschichte, Paris, in Zusammenarbeit mit dem Kunsthistorischen Institut der Freien Universität Berlin.
Von 2005 bis 2011 arbeitete Gutbrod in den USA im Kunstmarkt, hielt mehrere Vorträge und veröffentlichte Essays und Bücher. Seit Juli 2011 war Philipp Gutbrod als Ausstellungskurator und Sammlungskonservator am Institut Mathildenhöhe angestellt und damit verantwortlich für die konzeptionelle Erarbeitung, Planung und Durchführung von Ausstellungen und Ausstellungspublikationen sowie die wissenschaftliche Betreuung der Städtischen Kunstsammlung Darmstadt und ihrer Präsentation im Museum Künstlerkolonie sowie im öffentlichen Raum. Hinzu kam die maßgebliche Mitarbeit in der Magistratskommission Mathildenhöhe, die die Bewerbung der „Künstlerkolonie Mathildenhöhe“ um Anerkennung als UNESCO-Weltkulturerbestätte betreut.
Im Jahr 2015 wurde Gutbrod zum Stellvertretenden Direktor des Institut Mathildenhöhe Darmstadt ernannt und leitet nun – seit dem 15. April 2015 – als Direktor die Institution.
Gutbrod kuratierte zahlreiche Ausstellungen zur Kunst des 19., 20. und 21. Jahrhunderts, wie „Bernhard Hoetger – Der Platanenhain“ (2013), „August Lucas – Wer Engel sucht“ (2013/14)  und „Gregor Schneider in den Bildhauerateliers“ (2015/16).
Er ist Autor zahlreicher Bücher, Essays und Vorträge, wie z. B. „Baumeister versus Sedlmayr – Die Kontroverse um Kunst und Religion im ersten Darmstädter Gespräch 1950“ (2006) oder „Otto Dix – Lebenskunst“ (2009).
Gutbrod ist verheiratet mit der Sängerin Micaela Leon und hat zwei Söhne. Gutbrod ist Sohn des Physikers Hans Gutbrod.